# やぎ座ニュー星
やぎ座ν星（やぎざニューせい、ν Cap, ν Capricorni）は、やぎ座の恒星で5等星。

## 概要
地球からは4.74等のA星と11.80等のB星の二重星に見える。重力的に関係のない見かけの二重星と思われるが、もし連星系を成していた場合は4,000天文単位以上離れた軌道を14万年掛けて周回していると考えられる。

## 名称
固有名のアル・シャト (Alshat)  は、アラビア語で「屠殺される羊」を意味する言葉に由来する。これは「屠殺者（の幸運）」にちなんで名付けられたやぎ座β星と対を成している。2017年6月30日に国際天文学連合の恒星の命名に関するワーキンググループ (Working Group on Star Names, WGSN) は、Alshat をやぎ座ν星の固有名として正式に承認した。